# Plundringen av Şamaxı
Plundringen av Şamaxı ägde rum den 18 augusti 1721 när upproriska sunnilezginer inom kejsardömet Safavid attackerade distriktshuvudorten Şamaxı i nuvarande Azerbajdzjan. 15 000 lezginer plundrade staden och massakrerade shiabefolkningen. Händelsen ledde till ett casus belli för det ryss-persiska kriget 1722–1723 då handeln mellan Iran och Ryssland upphörde och Astrachan blev slutdestinationen för Volgas handelsrutt.